# Kennin-ji
Kennin-ji is een historische tempel van het Zenboeddhisme te Higashiyama, Kyoto, Japan. Ze wordt aanschouwd als een van de "Gozan" of "vijf belangrijkste tempels van de Zen in Kyoto". 

## Geschiedenis

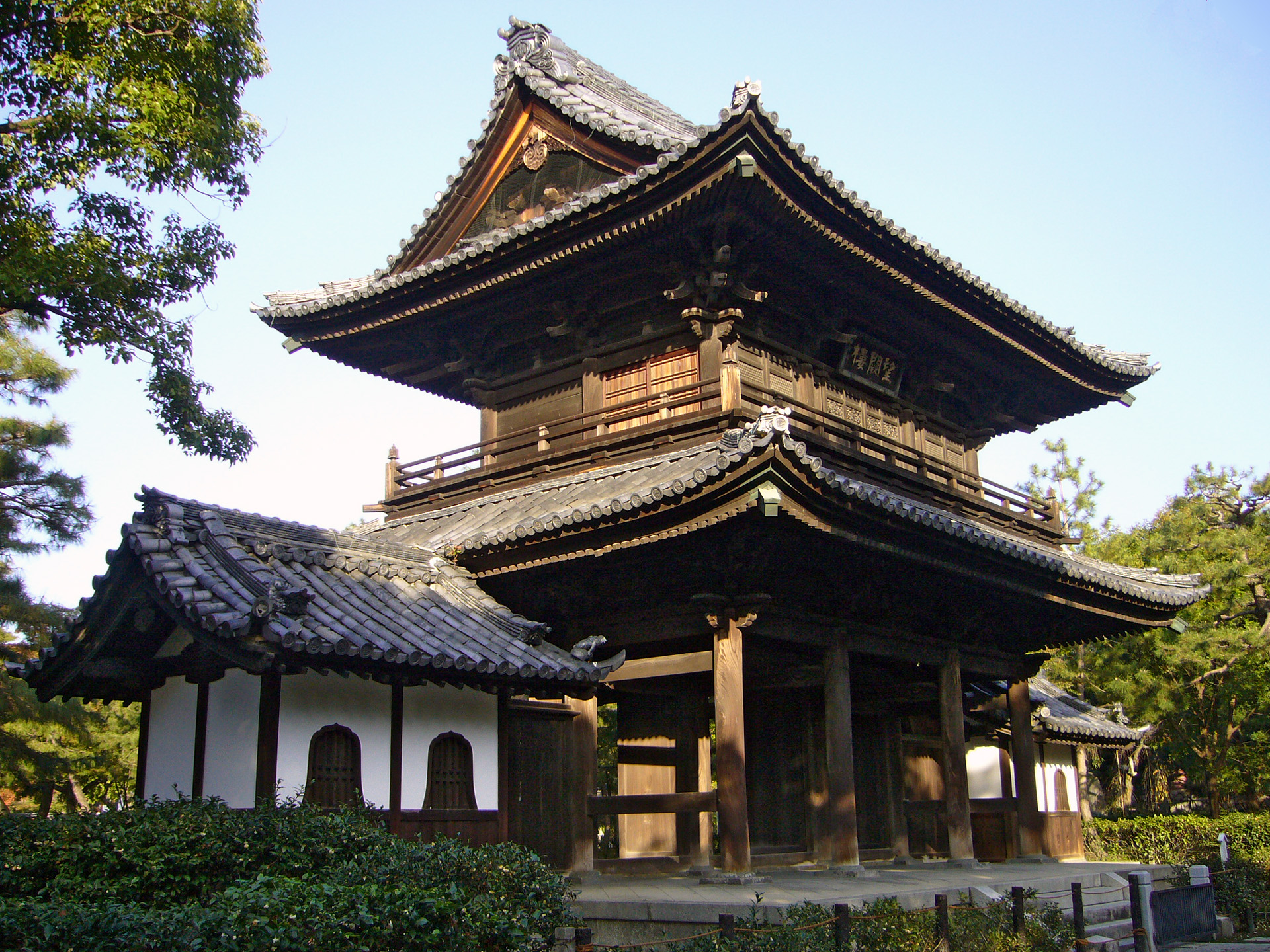
Sanmon (三門, of sammon, hoofddeur), bōketsurō (望闕楼)

Kennin-ji is gesticht in 1202 en daarmee de oudste Zen-tempel in Kyoto. De Monnik Eisai, die het het Zenboeddhisme geïntroduceerd heeft in Japan, diende als eerste abt van de Kennin-ji en is begraven onder de gronden van de tempel. Gedurende zijn eerste jaren combineerde de tempel de leer van de Zen, Tendai en Shingon. Het werd een zuiver zen-instituut onder het elfde abt Lanxi Daolong. 
De Zenmeester Dogen, die later stichter van de Soto wordt, werd opgeleid in Kennin-ji. Deze tempel is een van de hoofdtempels van het Rinzai.

## Architectuur

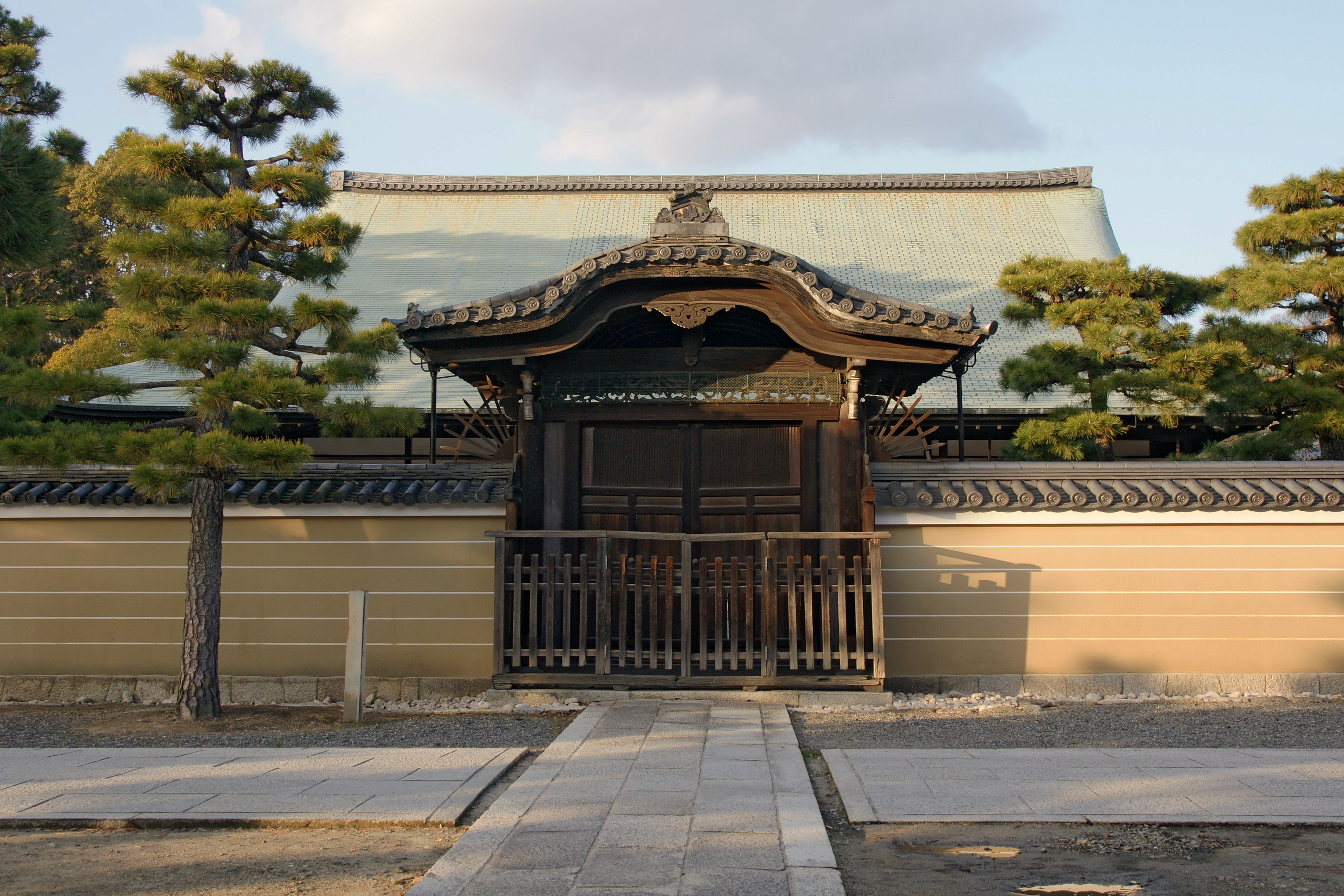
Hōjō (方丈, Het hoofdkwartier van de abten), belangrijk cultureel eigendom van Japan

Toen het complex net gebouwd was bevatte het zeven hoofdgebouwen. Omwille van branden door de eeuwen heen heeft het schade opgelopen en is het herbouwd in de helft van de dertiende eeuw door de Zenmeester Enni. Nogmaals werd het gerenoveerd in de zestiende eeuw dankzij donaties van de naburige tempels 'Ankoku-ji' en 'Tofuku-ji'.
Vandaag de dag bevatten de gebouwen: de hoofdkwartieren van de abten (Hojo), gegeven door de Ankoku-ji in 1599; De Dharma hal (Hatto), gebouwd in 1765; een theehuis gebouwd in 1587 en ontworpen door de theemeester Sen no Rikyu voor Toyotomi Hideyoshi; en de Keizerlijke boodschapperspoort (Chokushimon), waarover wordt gezegd dat het zou dateren van de Kamakuraperiode. Men kan er nog steeds merken van pijlen in terugzien. Het heeft ook 14 subtempels op het Kennin-ji terrein en 70 geassosieerde tempels over heel Japan.
In 2002 werd de architecturale omgeving versterkt door een dramatische plafondschildering van twee draken gemaakt door Koizumi Junsaku. Dit schilderij is ter eren aan de 800ste verjaardag van de tempel.